# Judith Sephuma
Judith Sephuma (Seshego, 1974. június 29. –) dél-afrikai dzsessz- és afro-pop énekes. A dél-afrikai Polokwane-ben nőtt fel. 1994-ben Fokvárosba költözött, ahol 1997-ben szerzett diplomát a University of Cape Town-on. 1999-ben elnyerte a "Legjobb Jazz Énekes" díjat az Old Mutual Jazz Into The Future versenyen és leszerződtette BMG.
Debütáló albuma A Cry, A Smile, A Dance. 2015-ben jelent meg a One Word, 2017-ben a My Worship című albuma.

## Albumok
- 2001: A Cry, A Smile, A Dance
- 2005: New Beginnigs
- 2008: Change Is Here
- 2011: I Am A Living Testimony
- 2012: A Legacy (live)
- 2013: The Best Of Judith Sephuma
- 2015: One Word
- 2017: My Worship